# Zosterops ceylonensis
Zosterops ceylonensis е вид птица от семейство Zosteropidae.

## Разпространение
Видът е разпространен в Шри Ланка.